# Юбилейный (Королёв)
Юбиле́йный — микрорайон города Королёва Московской области России, до 2 июня 2014 года самостоятельный город областного подчинения, образовывавший отдельное муниципальное образование городской округ Юбилейный.
Население — 32 737 человек (2015).

## География
Юбилейный располагается в 10 км от МКАД по Ярославскому шоссе. Он занимает площадь в 300 га, имеет автобусное и железнодорожное (станция Болшево) сообщение с Москвой и городами Московской области. Недалеко протекает река Клязьма.
До момента объединения с Королёвом городской округ Юбилейный практически со всех сторон был окружён территорией городского округа Королёв.

## История

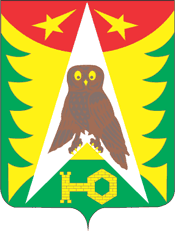
Герб городского округа Юбилейный (до 2014 года)

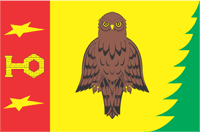
Флаг городского округа Юбилейный (1999—2014 гг.)

История Юбилейного начинается с сентября 1939 года, когда в Болшеве было открыто Московское военно-инженерное училище, в 1946 году передислоцированное в Ленинград. На его месте в том же году начал функционировать 4-й научно-исследовательский институт Министерства обороны (разработка ракетно-космической техники). В 1950-е годы было завершено строительство первого закрытого городка военных учёных. В 1960-е годы рядом был построен новый военный городок, который стали называть вторым. В 1963 году дачный поселок Болшево, за исключением территорий закрытых военных городков, был включён в состав Калининграда (название города Королёва в те годы). В 1972 году здесь же был создан 50-й ЦНИИ военно-космических сил им. М. К. Тихонравова. В 1972 году военные городки получили статус закрытого рабочего посёлка с условным наименованием Болшево-1.
В 1986 году с посёлка снят статус «закрытости». 25 мая 1992 года посёлок Болшево-1 был отнесён к категории городов областного подчинения с наименованием город Юбилейный. В 1997 году два ЦНИИ были объединены в один.
29 ноября 2013 года губернатор Московской области Андрей Воробьёв объявил о планах по объединению Юбилейного и Королёва в единый городской округ в 2014 году. Причиной объединения он назвал дефицит площадей для развития Королёва. Губернатор не исключил того, что к объединённому округу будут присоединены территории прилегающих муниципальных образований.
15 мая 2014 года депутаты Мособлдумы в окончательном чтении утвердили закон об объединении городов Королёва и Юбилейного в административно-территориальную единицу Московской области — город областного подчинения Московской области с сохранением наименования «Королёв».
8 июня 2014 года город областного подчинения Московской области Юбилейный объединен с городом областного подчинения Московской области Королёв.

## Население
| 1995    | 1996    | 1998    | 2000    | 2001    | 2002    | 2003    | 2004    |
| ------- | ------- | ------- | ------- | ------- | ------- | ------- | ------- |
| 34 000  | ↘26 500 | ↗27 000 | ↗27 500 | ↗27 600 | ↗30 837 | ↘30 800 | ↗31 000 |
| 2005    | 2006    | 2007    | 2008    | 2009    | 2010    | 2011    | 2012    |
| ↗31 400 | ↗31 600 | ↗32 100 | ↗32 300 | ↗32 492 | ↗33 237 | ↘33 200 | ↗33 381 |
| 2013    | 2014    | 2015    |         |         |         |         |         |
| ↘33 078 | ↘32 940 | ↘32 737 |         |         |         |         |         |

## Инфраструктура
Основные предприятия микрорайона:
- 4 ЦНИИ Министерства обороны РФ,

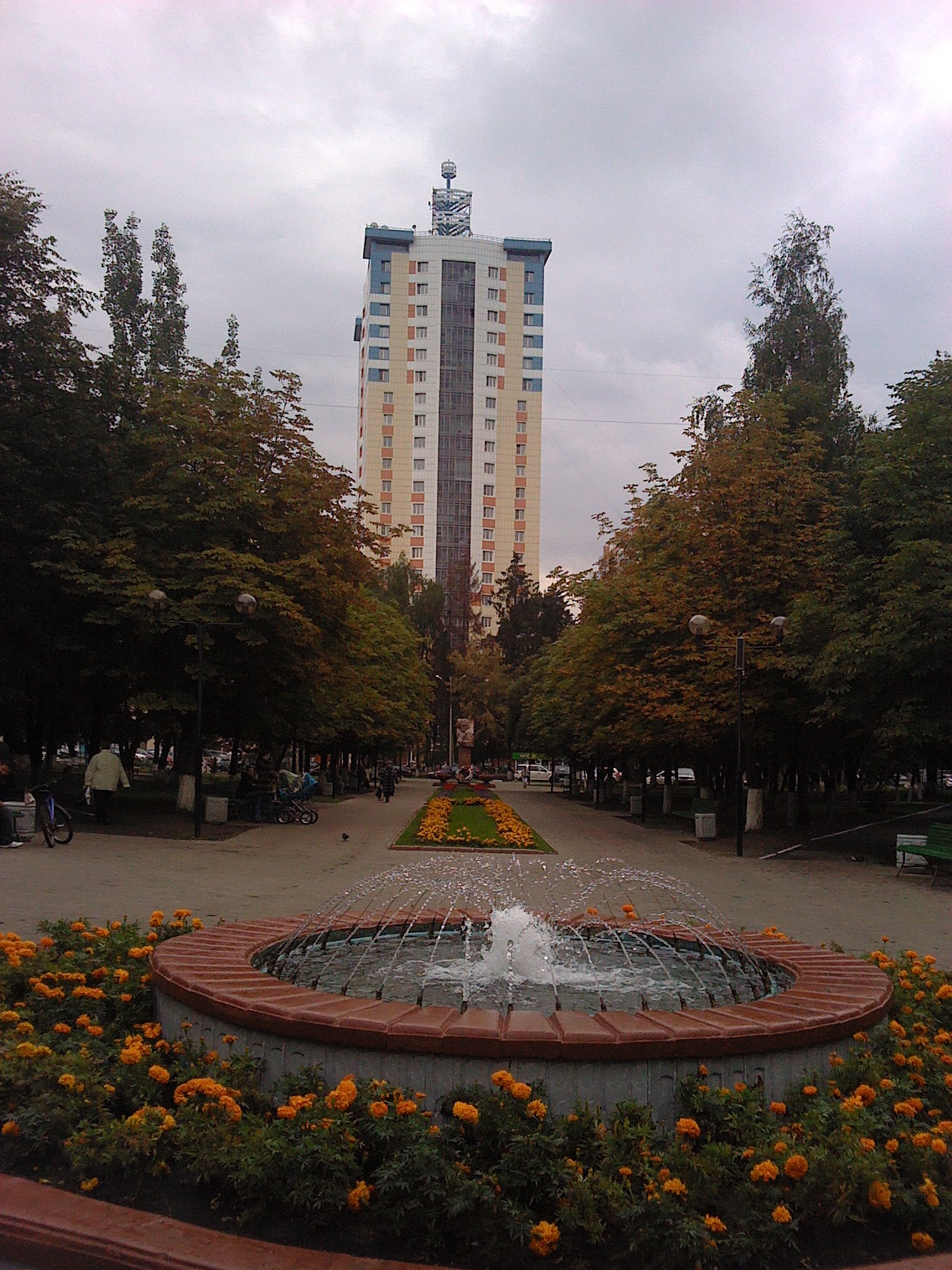
Фонтан в сквере на Пионерской улице на фоне многоэтажного дома

- НИИ космических систем им. А. А. Максимова — филиал ГКНПЦ им. Хруничева
- другие научно-исследовательские, строительные организации.

В микрорайоне — шесть детских садов, все имеют статус «Центр развития ребёнка». Две гимназии, лицей, две общеобразовательные школы, школа искусств, музыкальная школа, детский центр «Покров». В 2007 году открыт стадион «Орбита», в 2012 году стадиону Решением Совета депутатов было возвращено исконное название Стадион «Чайка». Действует городская поликлиника и больница.
Гарнизонный дом офицеров передан муниципалитету и переименован в Дом культуры. Историко-художественный музей, открыт в 1998 году и имеет коллекцию военных автомобилей; здание находится в плачевном состоянии.

## Внутреннее деление
- Городок 1: Улицы Героев Курсантов, К. Д. Трофимова, М. К. Тихонравова, Гаражный тупик, Институтский проезд.
- Городок 2: Улицы А. И. Нестеренко, А. И. Тихомировой, Большая Комитетская, Военных Строителей, Заводская, И. Д. Папанина, Комитетская, Ленинская, Малая Комитетская, М. М. Глинкина, Маяковского, М. К. Тихонравова, проезды Ленинский и Школьный.
- Городок 3: Улицы А. И. Соколова, Ленинская, Лесная, Малая Комитетская, Маяковского, Парковая, Пионерская, Пушкинская, М. К. Тихонравова

### СМИ
Издаются газеты «Спутник», «Болшевские вести» и «Городское собрание»; последние два издания после мартовских выборов 2012 года не выходят в свет.
Телеканал «ТВ-Юбилейный» (МУ «Информационный центр») работал с 2001 по 2012 гг. Телеканал закрыт по причине изменения учредителем — главой города Юбилейного — формы учреждения с МУ на МАУ и полного исключения из Устава журналистской деятельности. Трансляцию телевидения обеспечивает Муниципальное автономное кабельное учреждение г. Юбилейного и ООО «Пентабокс».

## Транспорт
На восточной границе микрорайона располагается четвёртая платформа станции Болшево (Фрязинское направление), от которой имеется прямое железнодорожное сообщение с Москвой.

### Автобусы
- 12 (ст. Подлипки — Лесная школа — ст. Болшево)[17]
- 13 (ст. Подлипки — Лесная школа — ст. Болшево — ст. Подлипки)
- 15 (ст. Подлипки — Городок 3 — ст. Болшево — Гипермаркет «Глобус»)[18]
- 16 (ст. Подлипки — Лесная школа)[19]
- 499 (ст. Болшево — Городок 3 — Москва  ( ВДНХ))[20]

### Маршрутные такси
- 13 (ст. Подлипки — Лесная школа — ст. ́Болшево — ст. Подлипки)[21]
- 15 (ст. Подлипки — Городок 3)[22]
- 16 (ст. Подлипки — Лесная школа)[19]
- 19 (Ул. Героев Курсантов - ст. Болшево (ул. Нестеренко) - ул. Пионерская (Юбилейный) - Городок 3 - ст. Подлипки)
- 551к (Лесные Поляны (мкр. Полянка) — Лесная школа — Москва (  ВДНХ))

## Власть
Главы Администрации города:
- Голубов Борис Игнатьевич (до 2003 года)
- Кирпичёв Валерий Викторович (с декабря 2003 года по 2014 г.)

## Почётные граждане города
- Безруков Алексей Семёнович[23] — главный врач 2 ЦВКГ им П. В. Мандрыка, полковник медицинской службы, Заслуженный врач Российской Федерации.
- Волков Евгений Борисович[23] — генерал-лейтенант, доктор технических наук, профессор, заслуженный деятель науки и техники РСФСР, Герой социалистического труда. Начальник НИИ-4 МО с 1970 по 1982 год.
- Волков Лев Иванович[23] — генерал-лейтенант, доктор технических наук, профессор, заслуженный деятель науки и техники РСФСР, Лауреат Государственной премии. Начальник 4-го ЦНИИ МО с 1982 по 1993 год.
- Голубов Борис Игнатьевич[23] — председатель исполнительного комитета поселкового совета посёлка Болшево-1 с 1990 года. Глава администрации города Юбилейного с 1992 года. Глава города Юбилейного с 1996 по 2003 год.
- Дворкин, Владимир Зиновьевич[23] — генерал-майор, доктор технических наук, профессор. Начальник 4-го ЦНИИ МО с 1993 по 2001 год.
- Мардиросова Елизавета Георгиевна[23] — врач-терапевт городской поликлиники с 1980 по 1998 год. Заведующая вторым терапевтическим отделением с 1999 по 2003 год.
- Зиборова Анна Даниловна — председатель исполкома посёлкового совета депутатов посёлка Болшево-1
- Меньшиков Валерий Александрович[23] — генерал-майор, доктор технических наук, профессор, заслуженный деятель науки РФ. Начальник 50 ЦНИИ КС МО с 1993 по 1997 год. Директор НИИ КС им А. А. Максимова — филиала ГКНПЦ им. М. В. Хруничева с 1998 по 2011 год.
- Мещеряков Иван Васильевич[23] — генерал-лейтенант, доктор технических наук, профессор, заслуженный деятель науки и техники РСФСР, Лауреат Государственной премии, Герой социалистического труда. Начальник 50 ЦНИИ КС МО с 1983 по 1988 год.
- Митропольский Сергей Фёдорович[23] — полковник, ветеран Великой Отечественной войны.
- Соколов Андрей Илларионович[23] — генерал-лейтенант, доктор технических наук, лауреат Ленинской премии. Начальник НИИ-4 МО с 1955 по 1970 год.
- Тихонравов Михаил Клавдиевич[23] — инженер, создатель первого искусственного спутника Земли, Герой Социалистического Труда.
- Чернышёв Николай Гаврилович[23] — инженер-полковник, доктор технических наук. Начальник отдела НИИ-4 МО с ноября 1946 по январь 1953 года. Пионер отечественного ракетостроения. Его именем назван кратер на Луне.

## Знаменитые уроженцы
- Ирина Анатольевна Рахманова — российская актриса.
- Сергей Геннадиевич Юров — глава городского округа Балашиха

## Галерея

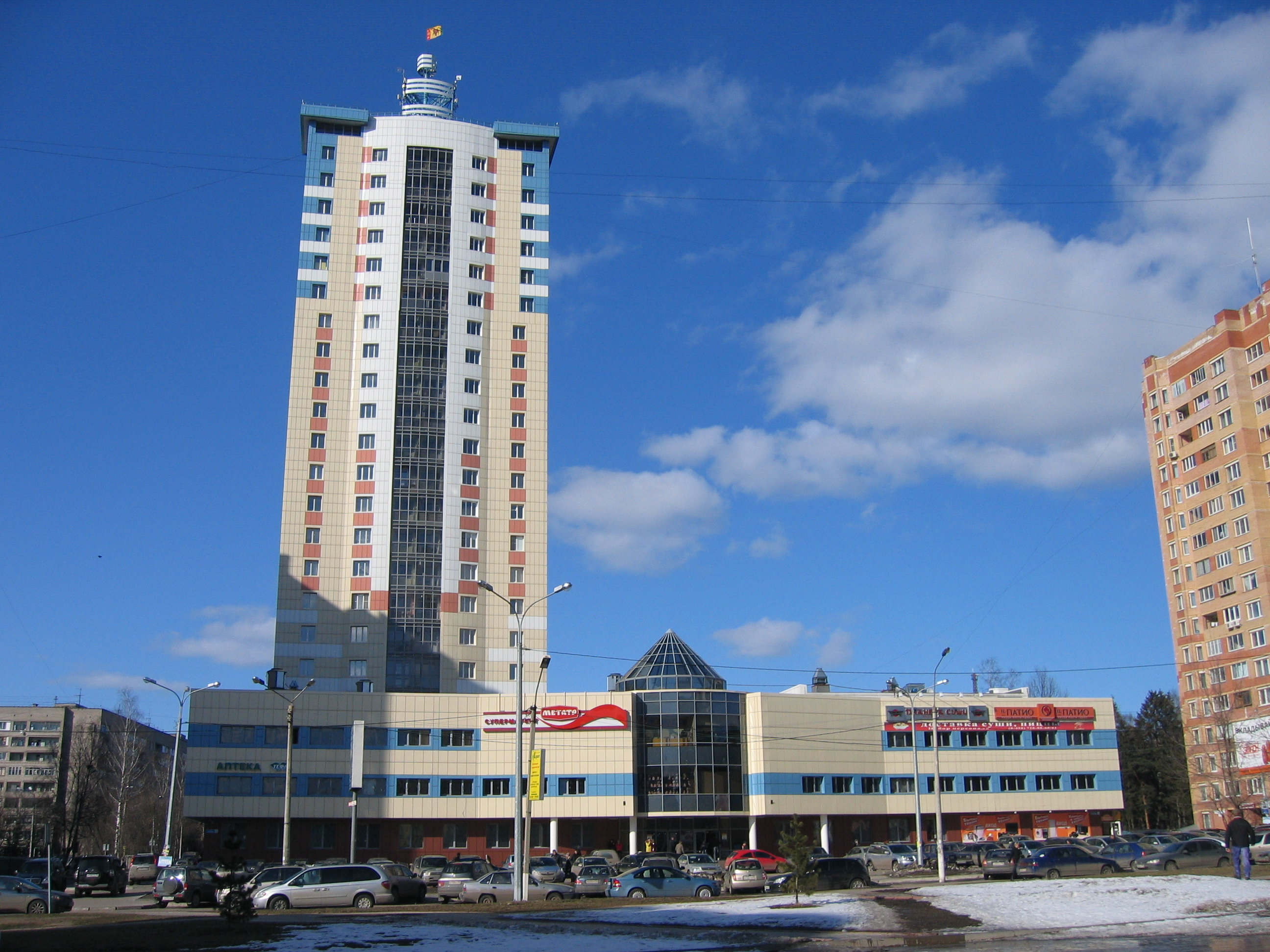
ТЦ Вертикаль
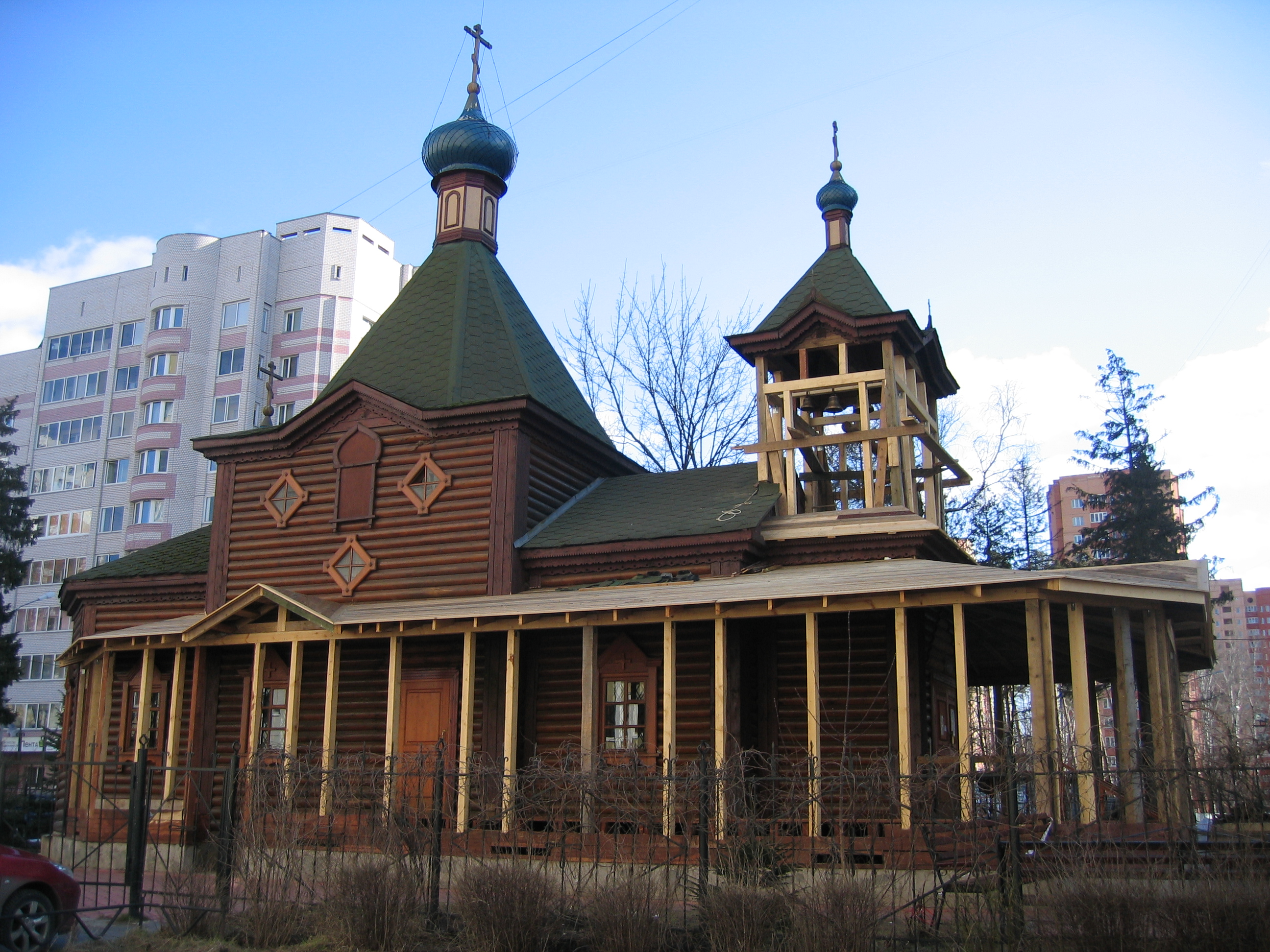
Храм прп. Серафима Саровского
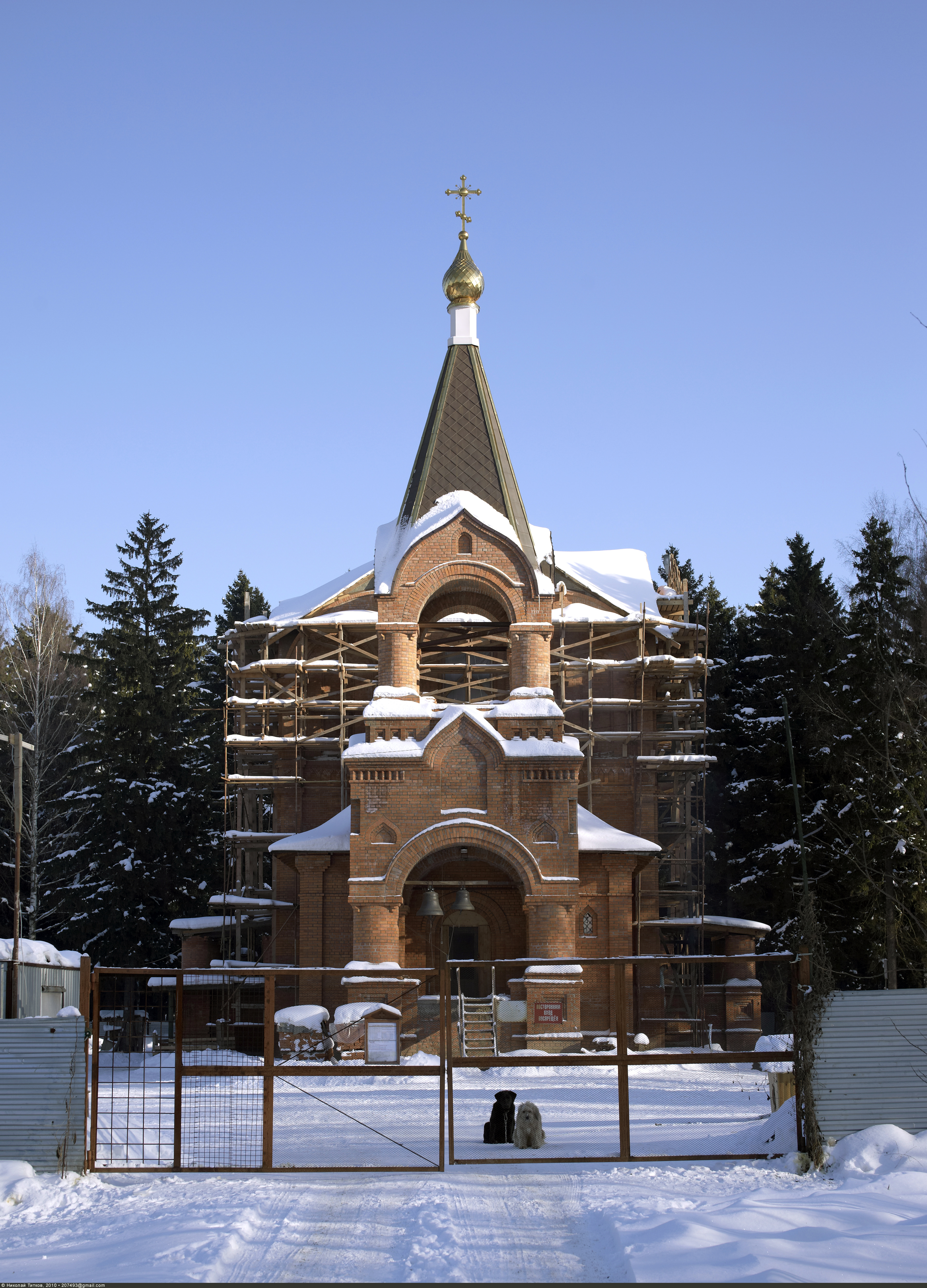
Храм Новомучеников и Исповедников Российских